# Silvio Lagreca
Silvio Lagreca (Piracicaba, 29 d'abril de 1895 - São Paulo, 14 de juny de 1966) fou un futbolista brasiler de la dècada de 1910, entrenador i àrbitre de futbol.

## Trajectòria
Com a futbolista defensà els colors de l'Associação Atlética São Bento. En la primera edició de la Copa Amèrica de futbol el 1916 fou jugador i entrenador de l'equip. De fet, fou el primer entrenador de la selecció brasilera de futbol entre 1914 i 1917, juntament amb Rubens Sales. Tornà a dirigir la selecció en diverses ocasions amb posterioritat.